# Hypopyra pandia
Hypopyra pandia là một loài bướm đêm trong họ Erebidae.